# Tuttlingen (stad)
Tuttlingen is een gemeente in Duitsland. Het is de Kreisstadt van de Landkreis Tuttlingen. Het ligt Duitsland, in het zuidwesten van de Schwäbische Alb aan de rivier de Donau.
Drie andere gemeenten voegden zich in het begin van de jaren 70 bij Tuttlingen: Möhringen, Nendingen en Eßlingen.
Er worden in de industrie van Tuttlingen veel medische hulpmiddelen geproduceerd. Er ligt station Tuttlingen.

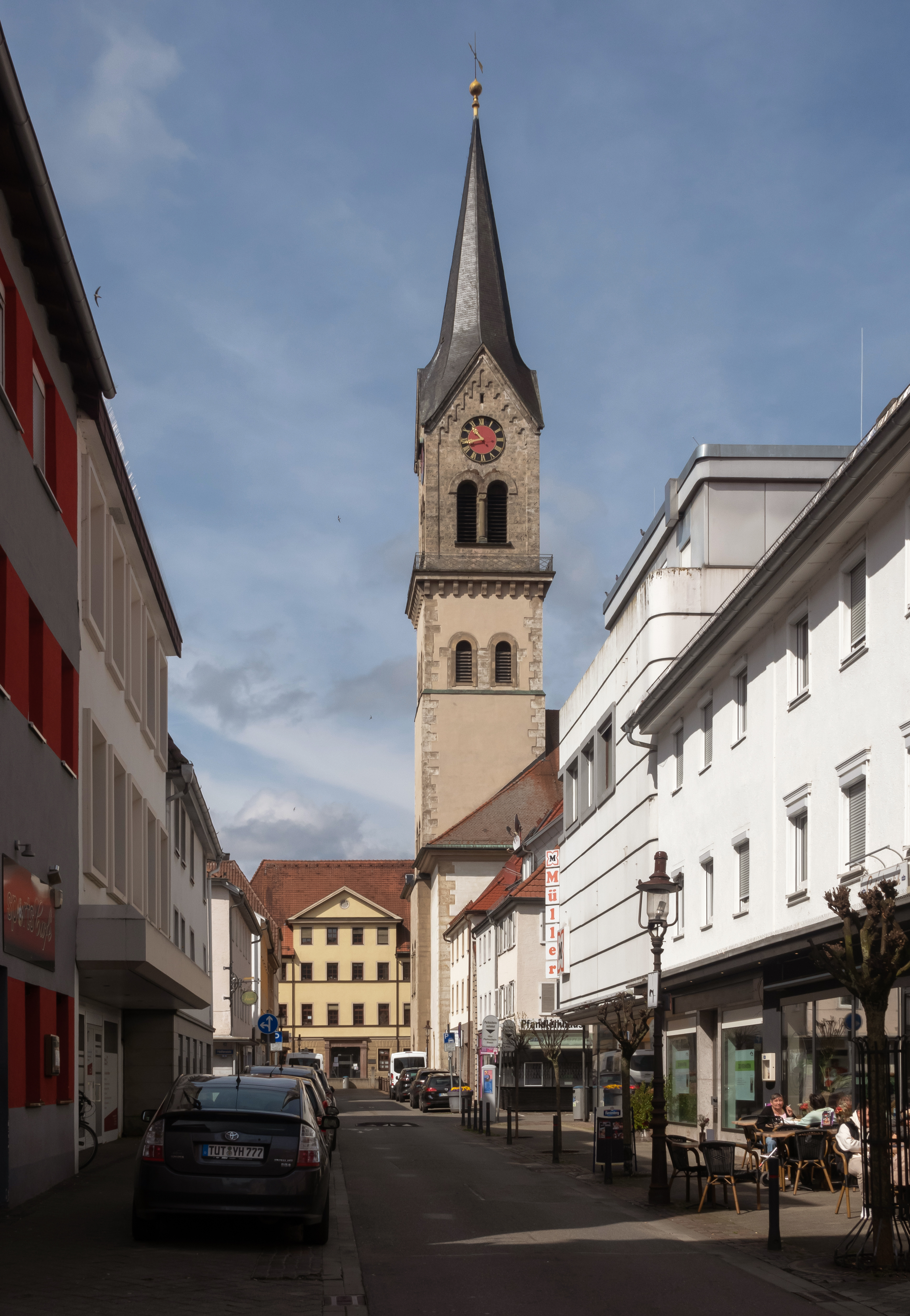
Tuttlingen, kerktoren (Kirche Sankt Peter und Paul)

## Stedenband
- Battaglia Terme
- Bex
- Bischofszell
- Draguignan
- Waidhofen an der Ybbs

## Geboren
- Gustav Lotterer (1906-1987), componist
- Roland Martin (1927), beeldhouwer
- Jürgen Lässig (1943-2022), autocoureur

Aldingen ·
Balgheim ·
Bärenthal ·
Böttingen ·
Bubsheim ·
Buchheim ·
Deilingen ·
Denkingen ·
Dürbheim ·
Durchhausen ·
Egesheim ·
Emmingen-Liptingen ·
Fridingen an der Donau ·
Frittlingen ·
Geisingen ·
Gosheim ·
Gunningen ·
Hausen ob Verena ·
Immendingen ·
Irndorf ·
Kolbingen ·
Königsheim ·
Mahlstetten ·
Mühlheim an der Donau ·
Neuhausen ob Eck ·
Reichenbach am Heuberg ·
Renquishausen ·
Rietheim-Weilheim ·
Seitingen-Oberflacht ·
Spaichingen ·
Talheim ·
Trossingen ·
Tuttlingen ·
Wehingen ·
Wurmlingen